# Жан III де Ланнуа
Жан III де Ланнуа (фр. Jean III de Lannoy; 27 апреля 1410 — 18 марта 1493) — бургундский государственный деятель и дипломат.

## Биография
Сын Жана II, сеньора де Ланнуа, Менговаля и Лиса, советника и камергера герцога Бургундского, и Жанны де Крой.
Сеньор де Ланнуа, Лис, Ваттиньи, Боссюи, Рюн и Себур. После смерти отца, погибшего в битве при Азенкуре, стал главой фамилии. По матери (дочь Жана I де Кроя) был связан родством с могущественным линьяжем де Крой, долгое время находившимся в большом фаворе у герцогов Бургундских.
Благодаря влиянию и связям своей семьи и дома де Крой получил в 1448 году должность статхаудера Голландии и Зеландии, на которой, по словам Жоржа Шателена, проявил себя «человеком изощренных и тонких методов».
В 1451 году на капитуле в Монсе принят в рыцари ордена Золотого руна.
В период подавления Гентского восстания завоевание бургундцами области Вас было значительно облегчено благодаря мощному подкреплению из голландцев и зеландцев, приведенному на помощь своему принцу Жаном де Ланнуа, продемонстрировавшим в ходе этой войны отменную храбрость.
Через некоторое время, при обсуждении вопроса о вакантной кафедре епископа Утрехта, Жан де Ланнуа был одним из советников, предложивших кандидатуру Давида Бургундского, бастарда Филиппа Доброго, и затем проявил немало ловкости для реализации этого проекта.
Когда дофин Людовик укрывался от отцовского гнева в Брабанте, и проживал в замке Женапп, Ланнуа был одним из его обычных сотрапезников, и, как и его родственники из семьи де Крой, не смог устоять перед авансами ловкого принца, завязав тесные сношения с Францией, которые позднее повлекли его падение.
После смерти Карла VII сопровождал Людовика во Францию, присутствовал на коронации в Реймсе и при вступлении короля в Париж. Вскоре Людовик потребовал возвращения городов на Сомме, заручившись в этом деле поддержкой семейства де Крой. Жан де Ланнуа, в то время занимавший пост губернатора Лилля, Дуэ и Орши, получил от короля должность бальи Амьена, за что герцог Бургундский осыпал его суровыми упреками. По словам Шателена, Ланнуа был вынужден оправдываться, заявив, что не добивался и не ходатайствовал об этом назначении, и его причины ведомы только самому королю.
В это время сеньор де Ланнуа находился на вершине своей придворной карьеры. Он несколько раз был послом в Англии, где, как утверждает Шателен, работал скорее в интересах короля Франции, а не своего герцога. Когда послы императора прибыли к Филиппу Доброму в Эден, Жан де Ланнуа встречал их от имени принца, но после отъезда из города герцога, не захотевшего встречаться с Людовиком XI, его наследник граф де Шароле, до этого находившийся в прохладных отношениях с отцом, сумел вернуть себе влияние при дворе.
В 1465 году он пожаловался на предательство де Кроев и Ланнуа в Брюсселе на вечернем приеме в присутствии большого числа рыцарей Золотого руна. Обвиняемые горячо отрицали свою вину, и им, в целом, удалось сохранить расположение герцога, и лишь ценой значительных усилий граф де Шароле через некоторое время сумел поколебать их влияние.
Вскоре Пьер де Рубе и другие рыцари шателении Лилля овладели городом и замком Ланнуа, где обнаружили большие запасы пшеницы, овса, муки и соленой свинины. Сам Ланнуа, его жена и дети успели бежать на французскую территорию в Турне. Сеньория Ланнуа была передана Жаку де Сен-Полю.
После прихода к власти Карла Смелого положение полностью изменилось. Де Крой и Ланнуа были вызваны на первое же собрание рыцарей Золотого руна, проходившее в Брюгге в 1467 году в присутствии нового герцога. Они явились с оправданиями, несколько смягчив недовольство принца, отказавшегося от идеи устроить над ними процесс, и 6 мая 1468 разрешившего им удалиться, куда они хотят. Тем не менее, лишь на следующем орденском капитуле, 1 мая 1473, обвиняемые получили прощение, в виду своих прежних заслуг.
После гибели Карла Смелого Людовик XI вновь попытался использовать Жана де Ланнуа в своих интересах, попытавшись устроить с его помощью брак Марии Бургундской с Адольфом Гельдернским. Смерть юного принца разрушила этот проект, в котором, как кажется, Ланнуа не проявлял большого желания участвовать.
Ланнуа присутствовал на церемонии бракосочетания Максимилиана и Марии, в 1478 году провел переговоры с городами Турне и Камбре, находившимися под властью Франции, 25 мая 1481, как старейший член ордена Золотого руна, представил своих собратьев графу де Шароле, которому тогда было едва десять месяцев от роду. В 1482 году он участвовал в заключении Аррасского договора, и был в числе рыцарей ордена, пытавшихся в 1484 году посредничать на переговорах между Габсбургом и восставшими против него фламандскими городами.
Жан де Ланнуа умер 18 марта 1492/1493, и был погребен в основанном им монастыре кармелитов в Ланнуа. В этом поселении он также реконструировал замок и донжон, перестроил церковь, дал жителям городские вольности и возвел крепостные стены.

## Семья
1-я жена: Жанна де Пуа, дама де Бримё (ум. 25.06.1459), дочь Луи де Пуа, сеньора де Бримё
Дети:
- Жанна де Ланнуа, дама де Бримё. Муж: Филип I ван Хорн (1421—1489), виконт Фюрна, граф ван Гелдорп
- дочь, ум. малолетней

2-я жена: Жанна де Линь-Барбансон (ум. 1493/1494), дочь Мишеля III де Линя, барона де Барбансона, и Бонны д'Абвиль
Дети:
- Луи де Ланнуа (19.09.1464 — ум. малолетним)
- Бонна де Ланнуа (ум. 22.04.1543), дама де Ланнуа и де Себур. Муж (13.01.1485): Филипп де Ланнуа-Себур (1467—1535), сеньор де Сант, барон де Ролленкур
- Мари де Ланнуа, дама де Рюм и де Себур. Муж: Жан де Бофор (1463—1503), барон де Бофор и Рансар, губернатор Арраса
- Жаклин де Ланнуа. Муж: Жан де Энен-Льетар (ум. до 1514), сеньор де Фонтен-Л'Эвек

Бастарда:
- Элен Кристофина, бастарда де Ланнуа. Муж (ок. 1480): Пьер де Круа, сеньор дю Мес (ум. до 1524)